# 布萊恩·哈利
布萊恩·哈利（Brian Carlo Haley，1963年2月12日—）是美國的一位演員和喜劇演員。他出演過經典老爺車、小鬼當街等電影。